# 4783 Wasson
4783 Wasson eller 1983 AH1 är en asteroid i huvudbältet som upptäcktes den 12 januari 1983 av den amerikanska astronomen Carolyn S. Shoemaker vid Palomar-observatoriet. Den är uppkallad efter John T. Wasson.
Asteroiden har en diameter på ungefär 7 kilometer.